# Scheinähre

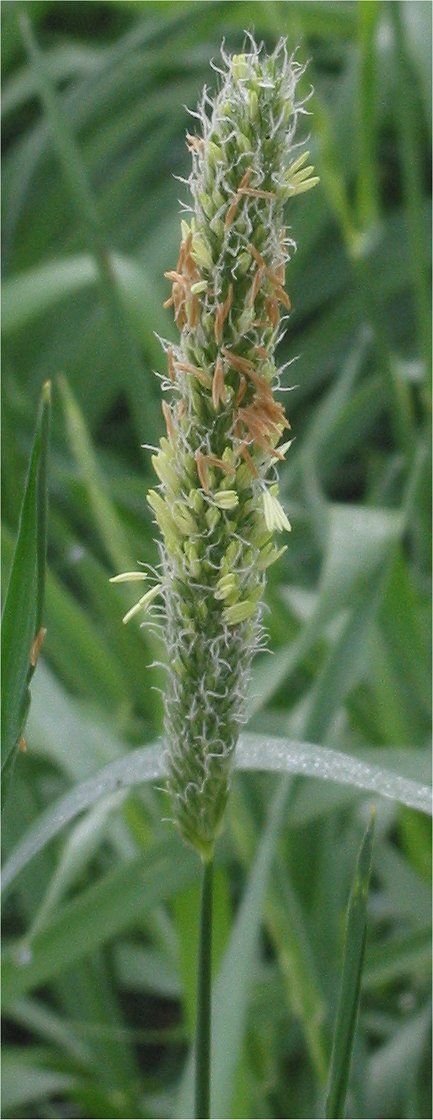
Wiesen-Lieschgras (Phleum pratense)

Als Scheinähre wird ein gedrängt rispiger Blütenstand bezeichnet, der einer Ähre ähnelt, jedoch einen anderen morphologischen Aufbau besitzt. Bei der Scheinähre handelt es sich um einen Thyrsus, bei dem die einzelnen Zymen stark gestaucht sind.
Bei den Süßgräsern (Poaceae) sind die Seitenäste der Blütenstände häufig verkürzt, es entsteht eine walzenförmige oder kopfförmige Rispe. Dies wird häufig als Ährenrispe oder Scheinähre bezeichnet. Beispiele sind hier Fuchsschwanz (Alopecurus), Lieschgras (Phleum) und Ruchgras (Anthoxanthum).

## Belege
1. ↑  Manfred A. Fischer, Karl Oswald, Wolfgang Adler: Exkursionsflora für Österreich, Liechtenstein und Südtirol. 3., verbesserte Auflage. Land Oberösterreich, Biologiezentrum der Oberösterreichischen Landesmuseen, Linz 2008, ISBN 978-3-85474-187-9, S. 90.
2. ↑  Hans Joachim Conert: Pareys Gräserbuch. Die Gräser Deutschlands erkennen und bestimmen. Parey, Berlin 2000, ISBN 3-8263-3327-6, S. 8–9.
3. ↑  Berthold Haller, Wilfried Probst: Botanische Exkursionen. Exkursionen im Sommerhalbjahr. 2. Auflage. Gustav Fischer, Stuttgart/New York 1989, ISBN 3-437-20378-9, S. 123.